# Стырша
Стырша — река в России, протекает по Починковскому району Нижегородской области. Устье реки находится в 17 км по левому берегу реки Рудня. Длина реки составляет 17 км, площадь водосборного бассейна 67,1 км².
Исток реки восточнее села Наруксово близ границы с Мордовией в 18 км к юго-западу от райцентра, села Починки. Течёт на северо-восток и восток, протекает села Дуброво и Шишадеево. Впадает в Рудню чуть ниже села Новоспасское в 5 км к юго-западу от села Починки.

## Данные водного реестра
По данным государственного водного реестра России относится к Верхневолжскому бассейновому округу, водохозяйственный участок реки — Алатырь от истока и до устья, речной подбассейн реки — Сура. Речной бассейн реки — (Верхняя) Волга до Куйбышевского водохранилища (без бассейна Оки).
Код объекта в государственном водном реестре — 08010500212110000038123.